# Aletta Jacobs
Aletta Henriëtte Jacobs (Sappemeer, 9 febbraio 1854 – Baarn, 10 agosto 1929) è stata una medica olandese, la prima donna a laurearsi in medicina nel suo paese e una delle prime protagoniste del movimento femminista olandese.

## Primi anni e formazione (1854–1879)
Aletta Henriëtte Jacobs nacque nel 1854 in una famiglia ebraica. Suo padre era un medico, grazie al quale nutrì l'interesse per la medicina fin dalla giovane età. Frequentò la scuola del villaggio e apprese l'arte del cucito, completando la sua istruzione nel 1867. Lavorò come apprendista sarta e studiò a casa, dove sua madre le insegnava francese e tedesco. Inoltre suo padre le insegnò il greco e il latino.
Sfidando le convenzioni sociali dell'epoca, nel 1870 ottenne un diploma da farmacista e l'anno successivo si iscrisse all'università, laureandosi nel 1878 con una tesi di dottorato intitolata Sulla locazione dei sintomi fisiologici e patologici del cervello e divenendo la prima donna del Paese a laurearsi in medicina.
Quando le notizie sui suoi successi apparvero sui giornali di tutto il paese, Jacobs ricevette numerose lettere di congratulazioni. Una proveniva dal riformatore sociale Carel Victor Gerritsen, con il quale, nonostante la disapprovazione di suo padre, intraprese un fitto scambio di corrispondenza. Dopo la laurea lavorò in diversi ospedali di Londra, tra cui il Great Ormond Street Hospital, la London School of Medicine for Women e il New Hospital for Women, dove incontrò Elizabeth Garrett Anderson, la prima donna medico in Inghilterra, e sua sorella Millicent Garrett Fawcett. Entrambe le donne furono profondamente coinvolte nella lotta per il suffragio femminile e in altre questioni sociali, compreso il controllo delle nascite. Inoltre ebbe modo di conoscere i riformatori Annie Besant, Charles Bradlaugh, Charles Robert e George Drysdale.

## All'inizio della carriera (1879–1887)
Ritornata nei Paesi Bassi nel settembre 1879 per partecipare ad una conferenza medica ad Amsterdam, Jacobs ricevette così tante richieste di servizi medici che decise di non tornare in Inghilterra, ma fondò una clinica indipendente sul canale Herengracht per le donne. Si preoccupò delle esigenze delle donne della classe operaia e delle condizioni sfavorevoli in cui vivevano e lavoravano, rendendosi conto che le donne povere mancavano di conoscenza dell'igiene e della cura dei bambini.
Il suo contatto con le prostitute la portò a conoscere e studiare malattie a trasmissione sessuale, di cui non era stata a conoscenza in precedenza. Nello sviluppo di soluzioni per queste donne, Jacobs si convinse che una contraccezione affidabile avrebbe alleviato la sofferenza e le difficoltà economiche derivanti da troppi bambini. Inoltre avrebbe migliorato il benessere sociale in generale, prevenendo la sovrappopolazione. Convinta che i diaframmi avrebbero aiutato i suoi pazienti, eseguì una sperimentazione clinica attraverso un campionamento misto dei suoi clienti. Notando che il processo ebbe successo, introdusse il metodo di controllo delle nascite nei Paesi Bassi e iniziò a consigliare le donne sul suo uso.
Nel 1882 Jacobs fondò la prima clinica anticoncezionale nei Paesi Bassi e la prima clinica al mondo dedicata esclusivamente alla diffusione di informazioni sull'argomento. Nelle sue cliniche forniva gratuitamente informazioni sul controllo delle nascite e un dispositivo contraccettivo denominato pessario olandese. Questa pratica fu ampiamente criticata da altri medici, tra cui Catharine van Tussenbroek, i quali sostenevano che interferisse con il "piano divino", incoraggiasse il sesso extraconiugale e avrebbe avuto un impatto negativo sulla fecondità e sulla crescita nazionale, considerando la gravidanza indesiderata e la malattia venerea come punizione appropriata per il peccato.
Oltre al suo lavoro in igiene e contraccezione, a partire dal 1886 Jacobs promosse una campagna rivolta agli esercizi commerciali per fornire ai dipendenti delle panchine dove poter riposare fuori dal turno lavorativo. All'epoca era comune che le donne trascorressero più di 10 ore in piedi, causando gravi problemi di salute e ginecologici.

## Attivismo (1888–1903)
Nel 1888 Gerritsen fu coinvolto nella fondazione della Electoral Association Amsterdam e fu eletto al Consiglio comunale di Amsterdam. Sostenne fortemente il suffragio universale, l'istruzione obbligatoria e le riforme sociali, come l'istituzione di salari minimi e l'orario di lavoro massimo. Nel 1892 aiutò a fondare la Lega radicale, il primo partito politico olandese ad ammettere le donne. Lui e Jacobs furono entrambi attivamente coinvolti nel partito, che oltre al suffragio universale sosteneva la separazione tra chiesa e stato. La coppia si sposò nel 1892.
Tra il 1880 e la maggior parte degli anni 1890, Jacobs dedicò il suo tempo alla sua pratica medica e politica radicale, pubblicando articoli e viaggiando con Gerritsen. Pubblicò articoli sul Sociaal Weekblad difendendo l'uso della contraccezione. Nel 1894 promosse una campagna su diversi giornali sulla salute degli operai e l'anno seguente scrisse un articolo sulla prostituzione e sulle malattie a trasmissione sessuale per il giornale Amsterdammer. La sua posizione si concentrava sull'educazione alla salute piuttosto che sul giudizio morale. Nel 1897 pubblicò De Vrouw: Haar bouw en haar inwendige organen, un testo innovativo che descriveva l'anatomia di una donna e il sistema riproduttivo completo, con tavole illustrative mobili accompagnate da spiegazioni testi.
Jacobs pubblicò Vrouwenbelangen: Drie vraagstukken van aktuelen aard  nel 1899, che discuteva di indipendenza economica per le donne, pianificazione familiare volontaria e regolamentazione della prostituzione.
Insieme ad Arnold Aletrino, Jacobs co-fondò la Nederlandsche Vereeniging tot Bevordering der Belangen van Verpleegsters en Verplegers, impegnata a migliorare le opportunità socio-economiche per gli infermieri. Tra il 1902 e il 1912 scrisse articoli sull'assistenza infermieristica internazionale e servì come redattore per Nosokomos. A partire dal 1900 pubblicò traduzioni della teoria femminista, come Women and Economics di Charlotte Perkins Gilman e Women and Labor di Olive Schreiner. Inoltre pubblicò regolarmente articoli su Sociaal Weekblad che parlavano delle condizioni di lavoro delle donne e fu infine premiata nel 1903 quando il National Bureau for Women's Work pubblicò un progetto preliminare di legge per riformare le condizioni di lavoro. Jacobs si ritirò dalla sua pratica medica nel 1903, in seguito dedicando il suo tempo al suffragio femminile e finanziando i suoi sforzi dalla vendita della sua biblioteca privata.

## Suffragio femminile (1903–1919)
Nel 1903 divenne presidente del Vereeniging voor Vrouwenkiesrecht, ricoprendo l'incarico per i successivi 16 anni. Nel 1904 si recò con suo marito a Berlino per partecipare al Congresso del Consiglio internazionale delle donne (ICW). Non appena terminata la conferenza, la coppia si recò negli Stati Uniti e insieme scrissero Brieven uit en su Amerika (Lettere da e sull'America), che fu pubblicato nel 1906. Durante i loro viaggi Gerritsen si ammalò e morì nel 1905 di cancro. Dopo essersi ripresa da una depressione causata dalla sua perdita, Jacobs riprese il suo lavoro di suffragio nel 1906, organizzando tournée con Carrie Chapman Catt nell'Impero austro-ungarico.
Guidò l'organizzazione del Congresso IWSA del 1908, il primo che si tenne nei Paesi Bassi  Nel 1910 si recò in Sudafrica, dove tenne discorsi sul suffragio, nonché sull'igiene, sui servizi igienico-sanitari, sulla prostituzione e sulle malattie veneree. Nel 1911 dopo la conferenza IWSA a Stoccolma, Jacobs e Catt intrapresero un tour di 16 mesi per valutare le posizioni legali e sociali delle donne e per incoraggiare le donne a lottare per miglioramenti pertinenti. Viaggiarono per il Sudafrica, Medio Oriente, India, Ceylon, Indie orientali olandesi, Birmania, Filippine, Cina e Giappone. Jacobs finznziò il viaggio scrivendo articoli sulle loro avventure per il quotidiano De Telegraaf.
Nel 1914, poco dopo l'inizio della prima guerra mondiale, Jacobs promosse l'organizzazione del Congresso internazionale delle donne all'Aia, data la neutralità del paese. Il congresso vide la partecipazione di donne di tutto il mondo, incontratesi per discutere dell'opposizione alla guerra. L'assemblea fu presieduta dalla pacifista Jane Addams di Chicago. Coordinata da Jacobs, Mia Boissevain e Rosa Manus, la conferenza vide la partecipazione di 1136 manifestanti provenienti da nazioni neutrali e non belligeranti e portò alla creazione di un'organizzazione che sarebbe diventata la Women's International League for Peace and Freedom (WILPF).
Nel 1917 le donne olandesi ottennero il diritto di partecipare alle elezioni, sebbene non potessero votare. Jacobs si presentò come candidata per il Vrijzinnig Democratische Bond nelle elezioni del 1918 e sebbene avesse ricevuto più voti di qualsiasi altra candidata, non fu eletta. Insieme al deputato Henri Marchant, nel 1918 fondò la rivista De opbouw, Democratisch Tijdschrift. Marchant introdusse una legge sul suffragio femminile che fu firmata dalla regina Wilhelmina il 18 settembre 1919. Poco dopo, Jacobs si dimise dalla presidenza del Vereeniging voor Vrouwenkiesrecht.

## Ultimi anni, morte ed eredità

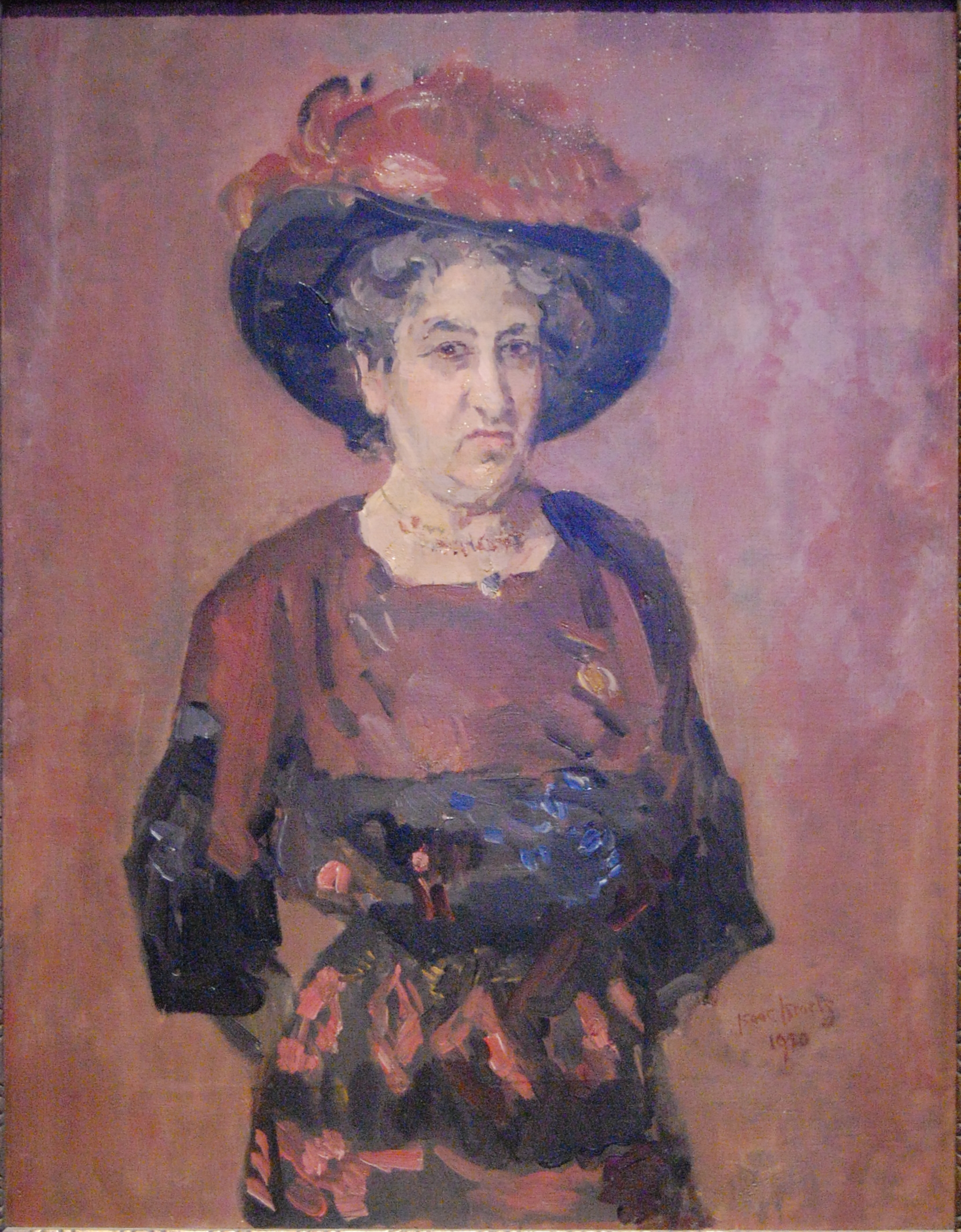
Isaac Israëls: Aletta Jacobs, 1920

Jacobs lasciò Amsterdam e si trasferì all'Aia. Grazie alla reputazione internazionale che aveva guadagnato dal movimento di suffragio, il ruolo di Jacobs come pioniera della contraccezione fu attinto dagli attivisti del controllo delle nascite nel Stati Uniti, come Margaret Sanger. 
Morì nel 1929 a Baarn. Dopo la sua cremazione, le sue ceneri furono collocate nel mausoleo della famiglia Broese van Groenou a Loenen op de Veluwe fino al 1931, quando furono collocate con le ceneri di suo marito nel Cimitero di Westerveld a Driehuis. Le è stato dedicato l'asteroide 69231 Alettajacobse e una targa con la sua immagine è esposta nella sua ex casa ad Amsterdam al 15 Tesselschadestraat.

## Pubblicazioni
- Over localisatie van physiologische en pathologische verschijnselen in de groote hersenen, Tesi del dottorato, Groninga 1879
- De vrouw. Haar bouw en haar inwendige organen. Aanschouwelijk voorgesteld door beweegbare platen en met geïllustreerden, verklarenden tekst (een populaire schets), Kluwer, Deventer, 1898
- Vrouwenbelangen: drie vraagstukken van actueelen aard, L.J. Veen, Amsterdam, 1899
- La femme et le féminisme. Collection de livres, périodiques ecc. sur la condition sociale de la femme et le mouvement féministe, con C. V. Gerritsen e H. J. Mehler, Paris, V. Giard & E. Brière, 1900.
- Uit het leven van merkwaardige vrouwen, Van Rossen, Amsterdam, 1905
- Vrouwenkiesrecht, Maatschappij voor Goede en Goedkoope Lectuur, Amsterdam, 1913 (coautore Frederike S. van Balen-Klaar)
- Herinneringen van Dr. Aletta H. Jacobs, Van Holkema & Warendorf, Amsterdam 1924, traduzione in inglese da Annie Wright intitolata Memories. My life as an international leader in health, suffrage, and peace, 1996)
- Dr. Aletta H. Jacobs reist door Palestina en eet in China (scelta da Henrita N. Haenen), Uitgeverij NU, Castricum, 2004